# Paris enquêtes criminelles
Paris enquêtes criminelles (br: Paris Contra o Crime) é uma série policial francesa adaptada do drama americano Law & Order: Criminal Intent. Ambientada em Paris, a série segue o formato da série americana e é estrelada por Vincent Perez, Audrey Looten e Laure Killing. Foi exibida pelo canal TF1 na França e é transmitida atualmente pelo canal pago GNT no Brasil.

## A série
Paris enquêtes criminelles é uma co-produção francesa da Alma com a Wolf Films. A série, a primeira versão internacional da franquia Law & Order, adapta os roteiros de Law & Order: Criminal Intent para os costumes e sistema legal e judiciário franceses. A primeira temporada é estrelada por Vincent Perez, Sandrine Rigaux, Jacques Pater, Hélène Godec e Laura Killing. Para a segunda temporada, Rigaux foi substituída por Audrey Looten como a parceira do comandante Revel. O cenário do esquadrão, a sala de interrogação, as características dos personagens e as histórias permanecem quase idênticas à original americana.
Devido ao ano da França no Brasil (2009), o canal a cabo GNT começou a transmitir a série aos sábados no horário das 20h. O nome em português ficou Paris Contra o Crime. Foram exibidas as três temporadas.
Vincent Perez disse à imprensa francesa que não pretende continuar na série após a terceira temporada, deixando o destino da mesma incerto.

## Personagens e elenco
- Vincent Perez como o comandante Vincent Revel (2007–2008)
- Audrey Looten como a tenente Mélanie Rousseau (2008)
- Laure Killing como a procuradora Fontana (2007)
- Sandrine Rigaux como a tenente Claire Savigny (2007)
- Jacques Pater como o comissário Bonnefoy (2007)
- Hélène Godec como a procuradora Frances Lherbier (2007)

## Episódios
A denominação #T corresponde ao número do episódio na temporada e a #S corresponde ao número do episódio ao total na série

### 1ª temporada
| #T | #S | Título                     | Transmissão original | Episódio de Law & Order: Criminal Intent equivalente |
| -- | -- | -------------------------- | -------------------- | ---------------------------------------------------- |
| 1  | 1  | "Fantôme"                  | 3 de maio de 2007    | "Phantom" (01x16)                                    |
| 2  | 2  | "Requiem pour un assassin" | 3 de maio de 2007    | "The Faithful" (01x04)                               |
| 3  | 3  | "Le Serment"               | 10 de maio de 2007   | "One" (01x01)                                        |
| 4  | 4  | "Addiction"                | 10 de maio de 2007   | "Smothered" (01x03)                                  |
| 5  | 5  | "Homme au scalpel"         | 17 de maio de 2007   | "The Good Doctor" (01x09)                            |
| 6  | 6  | "L'Ange de la mort"        | 17 de maio de 2007   | "Poison" (01x07)                                     |
| 7  | 7  | "Un homme de trop"         | 24 de maio de 2007   | "The Extra Man" (01x06)                              |
| 8  | 8  | "Le Justicier de l'ombre"  | 24 de maio de 2007   | "The Third Horseman" (01x11)                         |

### 2ª temporada
| #T | #S | Título                | Transmissão original | Episódio de Law & Order: Criminal Intent equivalente |
| -- | -- | --------------------- | -------------------- | ---------------------------------------------------- |
| 1  | 9  | "Blessure secrète"    | 20 de março de 2008  | "Homo Homini Lupis" (01x14)                          |
| 2  | 10 | "Rédemption"          | 20 de março de 2008  | "Monster" (02x15)                                    |
| 3  | 11 | "Suite funéraire"     | 27 de março de 2008  | "Suite Sorrow" (02x12)                               |
| 4  | 12 | "Complot"             | 27 de março de 2008  | "Best Defense" (02x04)                               |
| 5  | 13 | "Un cri dans la nuit" | 3 de abril de 2008   | "Yesterday" (01x18)                                  |
| 6  | 14 | "L'amour fou"         | 3 de abril de 2008   | "Crazy" (01x12)                                      |

### 3ª temporada
| #T | #S | Título             | Transmissão original  | Episódio de Law & Order: Criminal Intent equivalente |
| -- | -- | ------------------ | --------------------- | ---------------------------------------------------- |
| 1  | 15 | "La grande vie"    | 23 de outubro de 2008 | "The Insider" (01x13)                                |
| 2  | 16 | "La quête"         | 23 de outubro de 2008 | "Undaunted Mettle" (03x01)                           |
| 3  | 17 | "Un crime d'amour" | 30 de outubro de 2008 | "Bright Boy" (02x02)                                 |
| 4  | 18 | "Visions"          | 30 de outubro, 2008   | "See Me" (02x13)                                     |
| 5  | 19 | "Comme un frère"   | 6 de novembro de 2008 | "Consumed" (03x21)                                   |
| 6  | 20 | "Trafics"          | 6 de novembro de 2008 | "Baggage" (02x11)                                    |

## Coleção de DVD
| Título                                | # Ep. | Data de lançamento    |
| ------------------------------------- | ----- | --------------------- |
| Paris enquêtes criminelles - Saison 1 | 8     | 6 de setembro de 2007 |
| Paris enquêtes criminelles - Saison 2 | 6     | 8 de janeiro de 2008  |